# Amrudin
Ustād Amrudin (persisch استاد امرالدین, * 1931 in Kabul) ist ein afghanischer Musiker und Musikpädagoge.
Er erlernte das Spielen der Dilruba bei Rahim Bakhsh. Ab 1957 war er als Musiker des staatlichen Hörfunks und Fernsehens Radio Television Afghanistan tätig.
Aufgrund seiner Verdienste erhielt er vom Ministerium für Information und Kultur als Auszeichnung den Titel Ustād verliehen. Seitdem gab er zahlreiche Auftritte sowohl im Ausland als auch im Inland. Derzeit widmet er sich dem Unterrichten seiner Kunst an einer neuen Generation von Studenten.  
Als Dilrubaspieler ist er Mitglied des Afghanistan Music Research Centre.